# Поляков, Алексей Геннадьевич (хоккеист)
Алексей Геннадьевич Поляков (род. 31 июля 1973) — советский, российский хоккеист, вратарь.

## Биография
Выступал за юниорскую и молодёжную команды «Крыльев Советов». В сезоне 1988/89 сыграл шесть матчей во второй лиге за ШВСМ-МЦОП. В сезоне 1991—1992 за «Крылья Советов» провёл три матча в чемпионате и четыре — в плей-офф. В течение пяти сезонов выступал за «Крылья Советов-2», в сезоне 1996/97 также сыграл 15 матчей за главную команду. В сезоне 1997/98 выступал за «Молот-Прикамье» и «Россию» Краснокамск, после чего завершил профессиональную карьеру.
Участник чемпионата мира среди молодёжи 1993 (2 матча), турнира четырёх сборных 1992 в Страконице.